# NWOBHM (EP)
NWOBHM (acronimo per New Wave of Black Heavy Metal) è il terzo EP del gruppo black metal norvegese Darkthrone, pubblicato il 23 luglio 2007 da Peaceville Records.
Il disco contiene una sola traccia inedita, ossia Hedninger Fra Helvete, mentre la cover dei Testors Bad Attitude era già stata pubblicata nel singolo del 2006 Forebyggende Krig e Wisdom of the Dead e Canadian Metal sono versioni alternative di tracce di F.O.A.D..
È stato pubblicato sotto forma di EP di quattro tracce e come 7" contenente le sole Canadian Metal e Hedninger Fra Helvete.

## Tracce

### CD
1. Wisdom of the Dead - 4:06
2. Canadian Metal - 4:39
3. Hedninger Fra Helvete - 5:12
4. Bad Attitude (Testors cover) - 1:47

### 7"
1. Hedninger Fra Helvete - 5:12
2. Canadian Metal - 4:39

## Formazione
- Nocturno Culto - voce, chitarra, basso
- Fenriz - batteria, voce

### Crediti
- Kim Sølve - artwork
- Trine Paulsen - artwork
- Niten - fotografia